# Un ange est arrivé
Pour plus de détails, voir Fiche technique et Distribution.
Un ange est arrivé, également sorti sous le titre Un ange nommé Marisol (titre original : Ha llegado un ángel), est une comédie musicale hispano-mexicaine réalisée par Luis Lucia Mingarro et sortie en 1961. C'est le deuxième film dans lequel joue Marisol.

## Synopsis
L'histoire est celle d'une orpheline qui part de Cádiz après le décès de ses parents pour vivre chez sa plus proche famille, son oncle Ramón. Mais une fois sur place, elle se rend compte qu'elle gêne cette famille dysfonctionnelle, en particulier la mère Leonor. Cette femme bourgeoise rabaisse son mari et a mal éduqué ses enfants, Javier, Jorge, Rosario dite Churri, et Pili. Alors que Marisol respire la bonne humeur et prend les choses à bras le corps, les autres dépensent l'argent du père de famille, vivent futilement et ont des horaires décalés.
Cela dit, les garçons et leur père accueillent avec bienveillance leur cousine et nièce, qui les aidera à régler leur problèmes, le tout en chansons traditionnelles ou de variétés et avec l'aide de ses comparses, la bonne de maison Herminia, un enfant vagabond, et un groupe d'étudiants plus intéressés par la musique que par le droit. Pour régler les problèmes d'argent de Javier, Marisol ira jusqu'à tenter une carrière dans le cinéma et à participer à un concours de chant à la télévision.

## Fiche technique
- Titre français : Un ange est arrivé ou Un ange nommé Marisol
- Titre original : Ha llegado un ángel
- Réalisation : Luis Lucia Mingarro
- Scénario : José Luis Colina, Alfonso Paso, M. Sebares
- Production : Manuel Goyanes
- Musique : Augusto Algueró et Antonio Guijarro
- Photographie : Antonio I. Ballesteros
- Montage : José Antonio Rojo
- Pays de production :  Espagne,  Mexique
- Langue : espagnol
- Genre : Film musical et drame
- Durée : 98 minutes
- Image : Eastmancolor

## Distribution
- Marisol : Marisol Gallardo
- Isabel Garcés : Herminia
- Carlos Larrañaga : Javier
- José Marco Davó : Ramón
- Ana María Custodio : Leonor
- Raquel Daina : l'actrice de ciné
- Ángeles Macua : Rosario "Churri"
- Pilar Sanclemente : Pili
- Francisco Váquez : Jorge
- Julio Sanjuán : Don Leonardo
- Cesáreo Quezadas "Pulgarcito" : le petit vagabond